# Kociołek Szlachecki
Kociołek Szlachecki (deutsch Adlig Kessel) ist ein Dorf in der polnischen Woiwodschaft Ermland-Masuren, das zur Gmina Pisz (Stadt- und Landgemeinde Johannisburg) im Powiat Piski (Kreis Johannisburg) gehört.

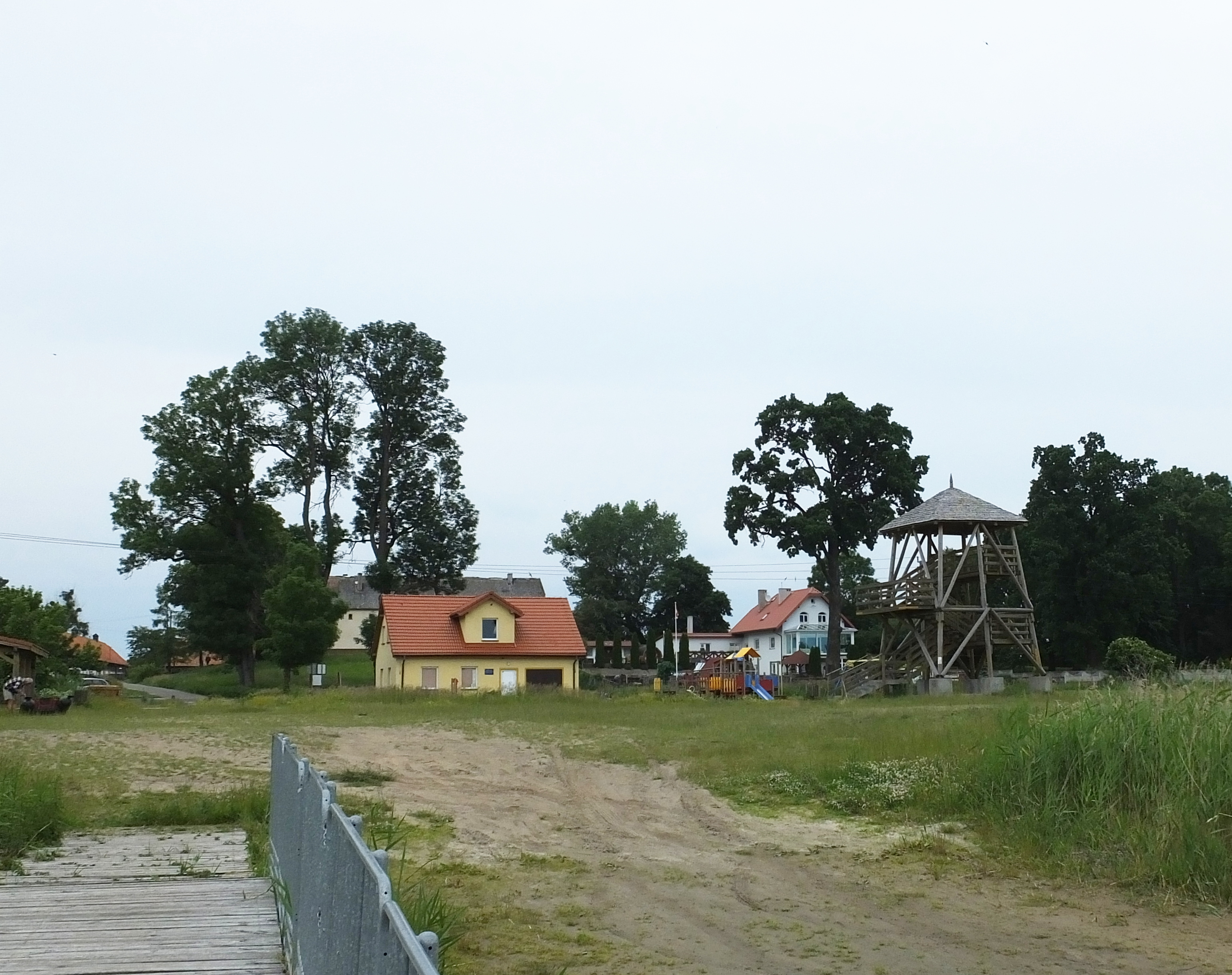
Blick auf Kociołek Szlachecki am Jezioro Kocioł

## Geographische Lage
Kociołek Szlachecki liegt am Nordwestufer des Kesselsees (polnisch Jezioro Kocioł) in der östlichen Woiwodschaft Ermland-Masuren, elf Kilometer nördlich der Kreisstadt Pisz (deutsch Johannisburg).

## Geschichte
Das noch bis 1874 Klein Kessel genannte Dorf wurde 1555 als Freigut mit drei Hufen nach kölmischem Recht gegründet.
Der Ort gehörte zum Kreis Johannisburg im Regierungsbezirk Gumbinnen (ab 1905: Regierungsbezirk Allenstein) in der preußischen Provinz Ostpreußen. Von 1874 bis 1945 war er in den Amtsbezirk Sdorren (ab 1938 „Amtsbezirk Dorren“) eingegliedert.
Im Jahre 1910 zählte der Gutsbezirk Adlig Kessel 134 Einwohner.
Aufgrund der Bestimmungen des Versailler Vertrags stimmte die Bevölkerung im Abstimmungsgebiet Allenstein, zu dem Adlig Kessel gehörte, am 11. Juli 1920 über die weitere staatliche Zugehörigkeit zu Ostpreußen (und damit zu Deutschland) oder den Anschluss an Polen ab. In Adlig Kessel stimmten 80 Einwohner für den Verbleib bei Ostpreußen, auf Polen entfielen keine Stimmen.
Am 30. September 1928 wurde der Gutsbezirk Adlig Kessel in eine Landgemeinde gleichen Namens umgewandelt. Die Zahl der Einwohner belief sich im Jahre 1933 auf 132 und betrug 1939 noch 91.
Als 1945 in Kriegsfolge das südliche Ostpreußen an Polen überstellt wurde, war auch Adlig Kessel davon betroffen. Das Dorf erhielt die polnische Namensform „Kociołek Szlachecki“. Heute ist es Sitz eines Schulzenamtes (polnisch Sołectwo) und somit eine Ortschaft im Verbund der Stadt- und Landgemeinde Pisz (Johannisburg) im Powiat Piski (Kreis Johannisburg), bis 1998 der Woiwodschaft Suwałki, seither der Woiwodschaft Ermland-Masuren zugehörig.

## Religionen

### Kirchengebäude
Katholische Pfarrkirche (Parafia pw. Matki Bożej Gietrzwałdzkiej), bis 1945 evangelisch: In den Jahren 1904 bis 1906 wurde die Kirche in Adlig Kessel als Jubiläumskirche im Gedenken der Königskrönung im Jahre 1701 in Königsberg (Preußen) (russisch Kaliningrad) errichtet. Es handelt sich um eine Backsteinkirche neugotischen Stils mit seitwärts stehendem Turm. Der Innenraum ist schlicht gehalten. Eine flache Holzdecke überzieht den von Karl Busch aus Berlin ausgemalten Raum. Bis 1977 war das Gebäude ein evangelisches Gotteshaus und dient heute – der „Gottesmutter von Gietrzwałd“ gewidmet – der katholischen Gemeinde als Pfarrkirche.

### Kirchengemeinde

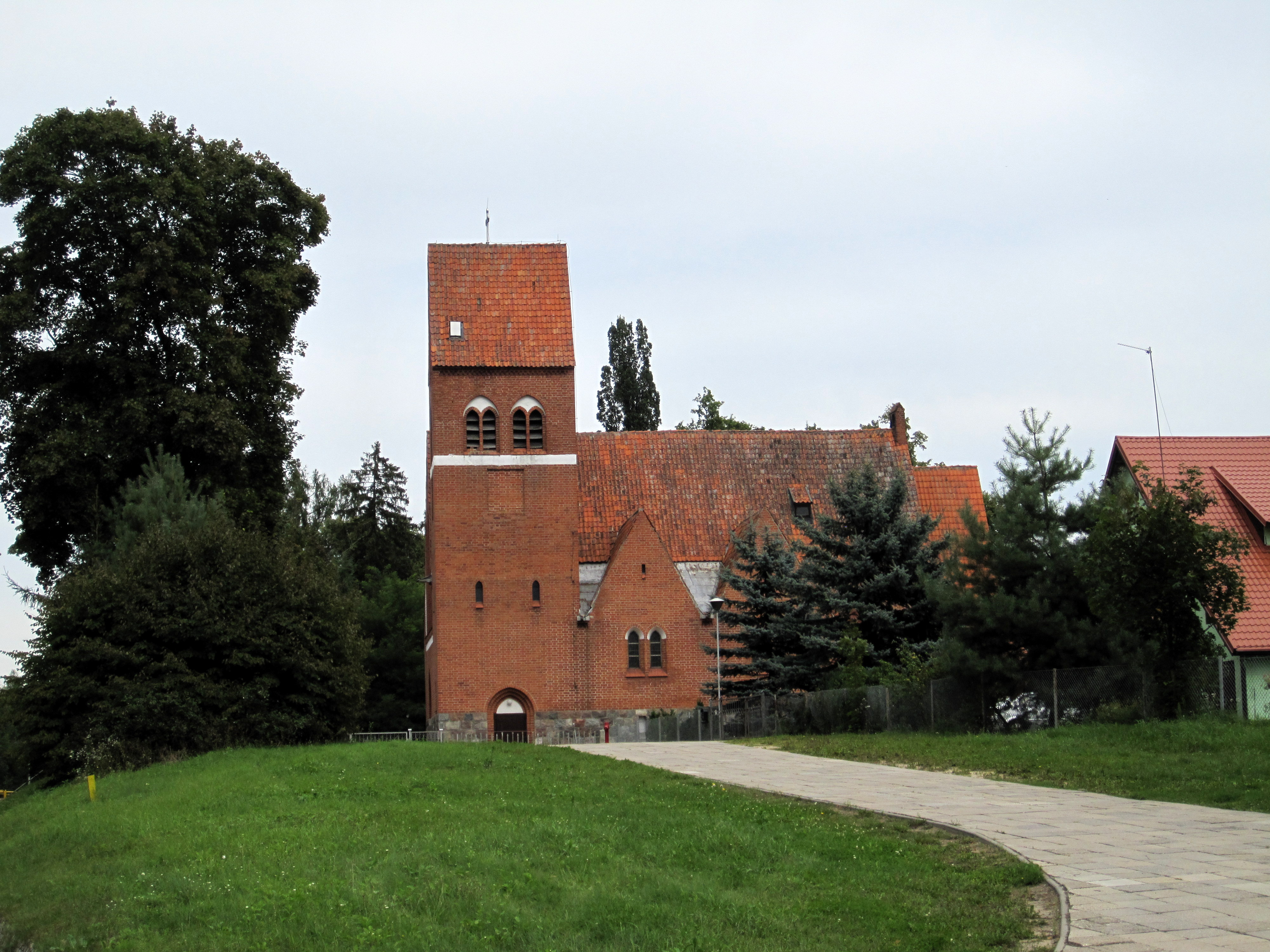
Die einst evangelische, heute katholische Pfarrkirche in Kociołek Szlachecki

#### Evangelisch
Seit dem Jahre 1895 bestand in Adlig Kessel eine Kirchengemeinde, die ein  weitflächiges Kirchspiel umfasste. Sie gehörte zum Kirchenkreis Johannisburg in der Kirchenprovinz Ostpreußen der Kirche der Altpreußischen Union. Im Jahre 1925 zählte sie 2.793 Gemeindeglieder. Flucht und Vertreibung der einheimischen Bevölkerung ließen das kirchliche Leben in Kociołek Szlachecki einbrechen, auch wenn das Kirchengebäude anfangs noch im Besitz der Evangelisch-Augsburgischen Kirche in Polen blieb. Der Diözese Masuren dieser Kirche gehört heute die evangelische Gemeinde in der Kreisstadt Pisz (Johannisburg) zu, zu der sich die heute wenigen evangelischen Einwohner Kociołek Szlacheckis halten.

#### Römisch-katholisch
Vor 1945 gab es nur wenige Katholiken in der Region Adlig Kessels. Sie waren in die Kirche in der Kreisstadt Johannisburg im Bistum Ermland eingepfarrt. In Kriegsfolge siedelten sich nach 1945 zahlreiche polnische Neubürger – fast ausnahmslos katholischer Konfession – in Kociołek Szlachecki an. Seit 1987 besteht hier eine eigene katholische Pfarrei mit dem vorher evangelischen Gotteshaus als Pfarrkirche. Sie gehört zum Dekanat Pisz im Bistum Ełk der Römisch-katholischen Kirche in Polen und versorgt auch die beiden Filialkirchen in Karwik (Karwik) und Rostki (Rostken).

## Schule
Im Jahre 1737 wurde Adlig Kessel ein Schulort.

## Verkehr
Kociołek Szlachecki liegt verkehrsgünstig zwischen den Städten Orzysz (Arys) und Pisz (Johannisburg) an der polnischen Landesstraße 63, die die polnisch-russische und die polnisch-belarussische Staatsgrenze miteinander verbindet.
Bis 1945 war „Kessel (Ostpr.)“ Bahnstation an der Bahnstrecke Lötzen–Johannisburg, die in Kriegsfolge aufgegeben und abgebaut wurde.

## Persönlichkeit
- Herbert Hildebrandt (1935–2019), deutscher evangelischer Kirchenmusiker, Gründer der Berliner Domkantorei